# Agua Fría, Charo
Agua Fría är en ort i Mexiko.   Den ligger i kommunen Charo och delstaten Michoacán de Ocampo, i den södra delen av landet, 200 km väster om huvudstaden Mexico City. Agua Fría ligger 2 094 meter över havet och antalet invånare är 125.
Terrängen runt Agua Fría är lite bergig, och sluttar söderut. Runt Agua Fría är det glesbefolkat, med 8 invånare per kvadratkilometer. Närmaste större samhälle är Morelia, 20,0 km väster om Agua Fría. I omgivningarna runt Agua Fría växer huvudsakligen savannskog.